# Ґінава
Ґінава (пол. Ginawa) — село в Польщі, у гміні Венґожино Лобезького повіту Західнопоморського воєводства.
Населення — 215 осіб (2011).

## Демографія
Демографічна структура станом на 31 березня 2011 року:
|          | Загалом | Допрацездатний вік | Працездатний вік | Постпрацездатний вік |
| -------- | ------- | ------------------ | ---------------- | -------------------- |
| Чоловіки | 123     | 30                 | 85               | 8                    |
| Жінки    | 92      | 15                 | 59               | 18                   |
| Разом    | 215     | 45                 | 144              | 26                   |